# MCPP

Strukturformel

mCPP är en drog. I Europa och USA har den hittats i tabletter som saluförts som ecstasy. Drogen kan ge upphov till huvudvärk och kan hos personer med anlag för migrän utlösa migränanfall, detta har bidragit till att begränsa användandet av drogen.